# 月里镇
月里镇，是中华人民共和国广西壮族自治区河池市南丹县下辖的一个乡镇级行政单位。

## 行政区划
月里镇下辖以下地区：
月里社区、上稿村、巴峨村、播闹村、化良村、摆者村、纳弄村、立外村、纳塘村和牙林村。